# Bawaria (Końskie)
Bawaria (dawn. Bawarya, Bawarja) – dzielnica w północno-zachodniej części miasta Końskie w woj. świętokrzyskim, w powiecie koneckim. Rozpościera się wzdłuż ulicy Piłsudskiego. Do 1959 roku samodzielna wieś.
Nazwę swą bierze od Bawarczyków, którzy osiedlili się na północny zachód od Końskich. Część z nich działała w Bractwie Różańca Świętego, przez co zbudowali oni w tym miejscu kapliczkę z trzema krzyżami na frontowej fasadzie (ob. przy ul. Piłsudskiego 169), która do dziś nosi nazwę Bawaria.
W Bawarii znajduje się Urząd Skarbowy w Końskich.

## Historia
Bawaria to dawna wieś. W latach 1867–1954 należał do o gminy Końskie w powiecie koneckim, początkowo w guberni radomskiej, a od 1919 w woj. kieleckim. Tam 4 listopada 1933 utworzył gromadę o nazwie Bawarja w gminie Końskie, składającą się z samej Bawarii. 1 kwietnia 1939 wraz z główną częścią powiatu koneckiego została włączona do woj. łódzkiego.
Podczas II wojny światowej włączona do Generalnego Gubernatorstwa (dystrykt radomski), nadal jako gromada w gminie Końskie, licząca w 1943 roku 174  mieszkańców. Po wojnie początkowo w województwie łódzkim, a od 6 lipca 1950 ponownie w województwa kieleckim, jako jedna z 26 gromad gminy Końskie w powiecie koneckim.
W związku z reformą znoszącą gminy jesienią 1954 roku, Bawarię włączono do nowo utworzonej gromady Modliszewice. 
31 grudnia 1959 Bawarię wyłączono z gromady Modliszewice, włączając ją do Końskich.